# Stratton (Colorado)
Stratton è un centro abitato (town) degli Stati Uniti d'America, situato nella contea di Kit Carson dello Stato del Colorado. Nel censimento del 2000 la popolazione era di 669 abitanti.

## Geografia fisica
Secondo i rilevamenti dell'United States Census Bureau, Stratton si estende su una superficie di 1,2 km².